# Rachicerus obatratus
Rachicerus obatratus är en tvåvingeart som beskrevs av Akira Nagatomi 1970. Rachicerus obatratus ingår i släktet Rachicerus och familjen vedflugor. Inga underarter finns listade i Catalogue of Life.